# Eric-Julien Rakotondrabe
Eric-Julien Faneva Rakotondrabe (1 december 1980) is een Malagassisch professioneel voetballer die sinds 2008 als verdediger annex middenvelder actief is voor Fanilo Japan Actuels.

## Interlandcarrière
Rakotondrabe maakte in 1999 zijn debuut voor het Malagassisch voetbalelftal. Tot aan 2014 speelde hij meer dan dertig internationale wedstrijden, waarin hij niet tot scoren wist te komen.

## Erelijst
Fanilo Japan Actuels
- THB Champions League

2011